# Więzadło kruczo-obojczykowe
Więzadło kruczo-obojczykowe (łac. ligamentum coracoclaviculare) – w anatomii człowieka więzadło wzmacniające staw barkowo-obojczykowy. Łączy wyrostek kruczy łopatki z dolną powierzchnią obojczyka przy jego końcu barkowym, a dokładnie z kresą czworoboczną i guzkiem stożkowatym. Więzadło to składa się z dwu pasm: przednio-bocznego, zwanego więzadłem czworobocznym (ligamentum trapezoideum) i tylno-przyśrodkowego, zwanego więzadłem stożkowatym (ligamentum conoideum). Między więzadłem czworobocznym a stożkowatym znajduje się kaletka maziowa (bursa ligamenti coracoclavicularis). Od przodu więzadło pokryte jest przez mięsień naramienny, zaś od tyłu przez mięsień czworoboczny.